# Футболисти на Литекс (Ловеч)
Тази статия представя списък с най-известните футболисти, обличали екипа на Литекс (Ловеч), и част от успехите, които те са постигнали, докато са били в клуба.

## Български футболисти
Представеният списък няма претенцията да е изчерпателен. В него са включени само български футболисти, записали официални срещи с фланелката на Литекс, подредени по ред на престоя си в клуба.

## Чуждестранни футболисти
Представеният списък е с чуждестранни футболисти, записали официални срещи с фланелката на Литекс (Ловеч), подредени по ред на престоя си в клуба.